# Tivufonino
Tivufonino è il nome con cui viene chiamato il telefono cellulare che utilizzando diverse tecnologie (in Italia si usava la tecnologia DVB-H) permette di visualizzare, direttamente sul display del cellulare, trasmissioni televisive trasmesse con il digitale terrestre mobile. I tivùfonini sono prodotti nella seconda parte degli anni 2000 (grossomodo dal 2005 al 2010). Il servizio televisivo è Mobile TV.
Inoltre è possibile usufruire di ulteriori servizi, come il collegamento ad Internet.

## Storia

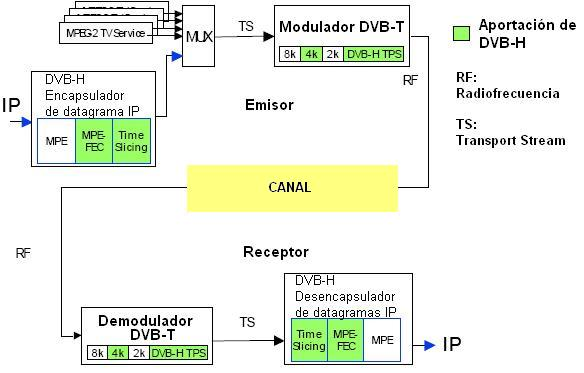
Schema di funzionamento della tecnologia DVB-H

Il primo operatore di telefonia mobile a distribuire il servizio in Italia è stato H3G nel 2006. Contestualmente all'attivazione del servizio sulla sua rete, H3G ha anche commercializzato l'LG U900 che è stato il primo tivufonino introdotto nel mercato italiano.
Altri gestori Vodafone, TIM e Wind si erano accordati con Mediaset per realizzare congiuntamente un servizio comune. Il quarto gestore H3G, in Italia rappresentato da 3, ha preferito intraprendere una strada autonoma.  Ha creato una propria rete acquistando da una ottantina di televisioni locali le relative frequenze dal Gruppo Profit  e digitalizzandole tramite Reti Radiotelevisive Digitali S.p.A. L'esborso è stato di 220 milioni di euro che è una frazione molto bassa delle cifre previste dal sistema alternativo.
A monte vi era una profonda diffidenza della comunità scientifica e dell'esperto ing. Sassano che aveva redatto il progetto del piano delle frequenze e che si era evidenziato in una puntata della  trasmissione Report di Rai 3 diretta da Milena Gabanelli, che aveva sostenuto che la copertura offerta da 3 era insufficiente proprio sulla base dell'autorità di un professore esperto come Sassano. Il Ministero delle comunicazioni e l'Autorità per le Garanzie nelle Comunicazioni sono, del resto, ai primi passi per la redazione del Catasto delle frequenze, che metterà finalmente ordine nella materia.
Durante il convegno del 14 ottobre 2006, a Desenzano, questi dati sono stati contestati. L'esperto che era stato il protagonista dei piani ministeriali, sulla base di studi teorici sulle interferenze dei segnali, aveva sostenuto l'impossibilità di reperire frequenze libere per realizzare una copertura adeguata. Il relatore al convegno ha, invece, spiegato che un piano alternativo era stato redatto e portato a compimento in tempi brevissimi sulla base del  dato di comune esperienza, che l'80% della popolazione italiana usufruisce, al di là dei rilievi ufficiali, di una pluralità di offerta di canali di TV locali.

## Attualità
In realtà i tivufonini sono stati un completo insuccesso, infatti la maggior parte degli operatori ha cessato la loro commercializzazione dal 2011.